# 横須賀市立図書館
横須賀市立図書館（よこすかしりつとしょかん）は、神奈川県横須賀市が運営する公立図書館の総称である。中央図書館の建物が老朽化しているため、新中央図書館の新設が公式に検討されているが、予算の関係上計画が進んでいない。

## 沿革
- 1925年9月10日 - 関東大震災の義捐金をもとに市内大滝町に隣保会館が設立される。その隣保会館に置かれた図書部が嚆矢。
- 1944年11月 - 隣保会館が建物疎開したことにより図書部の活動が停止。所蔵図書は市役所及び市立高等女学校で保管。
- 1947年7月 - 横須賀市立図書館を市内若松町(現在の児童図書館用地)に設置。旧海軍航空技術廠航海実験部所蔵の図書などが寄付される。
- 1948年7月　- 横須賀市立逗子図書館を新設。
- 1950年7月 - 逗子町が横須賀市より分離する。そのため、逗子図書館も分離。逗子市立図書館となる。
- 1963年5月 - 横須賀市立図書館が現在の用地（上町1―61。通称:緒明山）に移転。鉄筋コンクリート造の横須賀市立中央図書館の建物（現在の旧館、1,349.99m2）が完成する。
- 1974年7月 - 児童図書館の設置。さいか屋社長の岡本伝之助らの協力があった。
- 1982年度 - 旧館に隣接して横須賀市立中央図書館の新館（2,682.56m2）が開館。[1]
- 1990年1月9日 - 読書公園が中央図書館前に開園。
- 1985年 - 市内の追浜と久里浜に横須賀市立北図書館、横須賀市立南図書館を設置。現在の四館体制に。
- 2002年 - 市内の公民館図書館を「サテライト（分館）」化する。図書館の公式サイトがオープンする。
- 2003年 - 市内の駅やコンビニの一部で本の返却が行うことができるサービスを開始する。

## 図書館

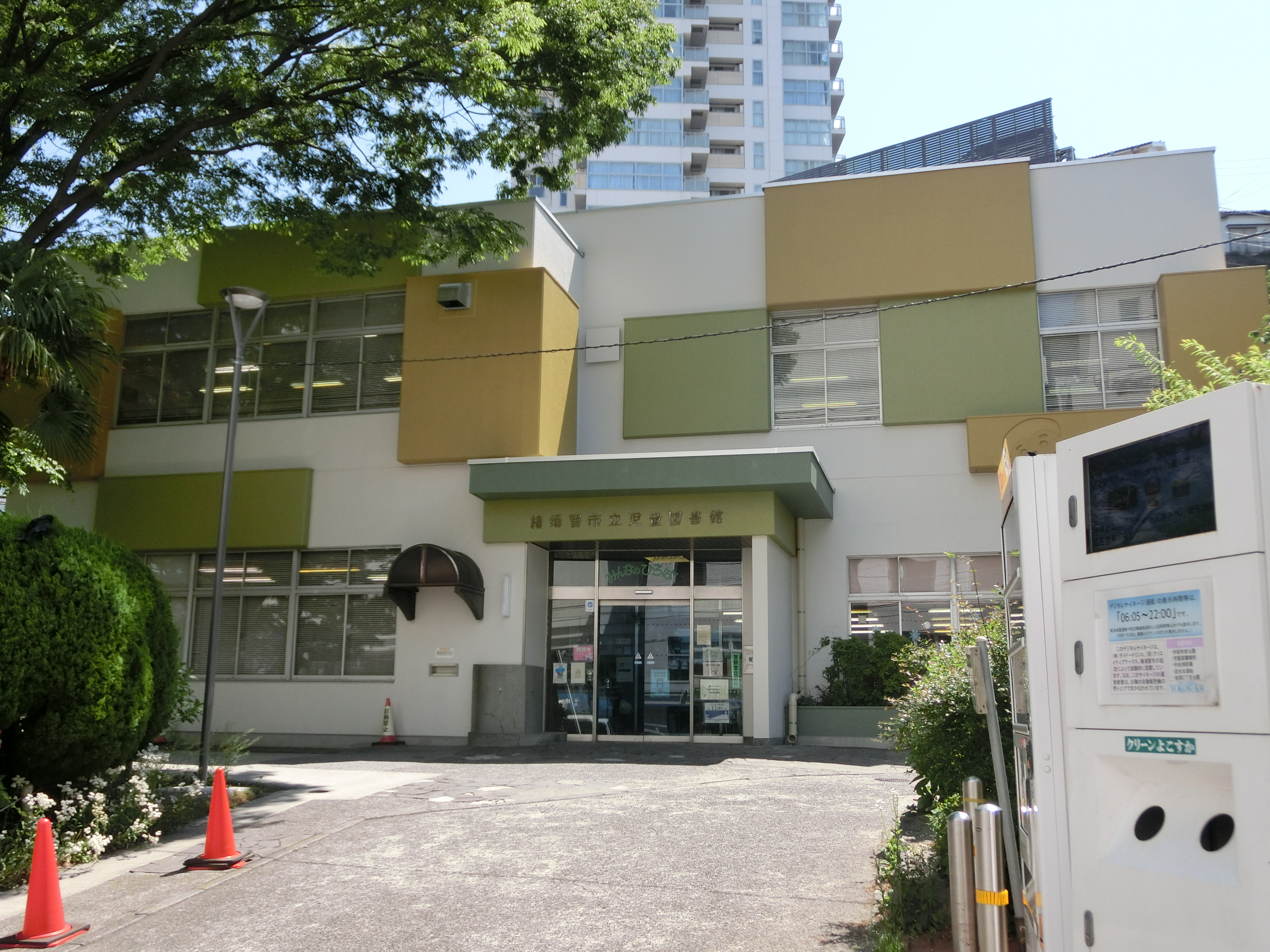
横須賀市立児童図書館（2018年5月撮影）

- 横須賀市立中央図書館 - 本館・横須賀中央地区
- 横須賀市立北図書館 - 追浜地区(住所：横須賀市夏島町12)
- 横須賀市立南図書館 - 久里浜地区(住所：横須賀市久里浜6丁目14−3)
- 横須賀市立児童図書館 - 横須賀中央地区(住所：横須賀市若松町3-20)
- サテライト館
  - 田浦コミュニティセンター図書室
  - 逸見コミュニティセンター図書室
  - 衣笠コミュニティセンター図書室
  - 大津コミュニティセンター図書室
  - 浦賀コミュニティセンター図書室
  - 北下浦コミュニティセンター図書室
  - 西コミュニティセンター図書室
  - 長井コミュニティセンター図書室
  - 武山コミュニティセンター図書室
  - ウェルシティ生涯学習センター図書室（逸見）

## 交通アクセス
中央図書館
- 京急本線横須賀中央駅西口から徒歩12分。

児童図書館
- 京急本線横須賀中央駅から徒歩3分。

北図書館
- 京急本線追浜駅から徒歩12分。

南図書館
- 京急久里浜線京急久里浜駅から徒歩10分。

## 特色・その他
- 中央図書館では毎週日曜日。南と北図書館では2カ月に一回のペースで映画会が行われる。主に古い洋画や子供向け作品などが上映される。
- 利用促進のため、市内の一部の駅や一部のコンビニでも本が返却できる。詳しくは横須賀市の公式サイトを参照。
- 横須賀市は神奈川県で唯一「児童図書館」を単館で設置している自治体である。独立した児童のための図書館は全国でもほとんど例がない。[要出典]児童図書館では定期的に児童向けとして、本の読み聞かせ・おはなし・紙芝居や人形劇などが行われている。各図書館とも定期的に文化財や郷土の歴史などに関する講演会が行われている。
- 中央図書館の一角には、米海軍横須賀基地から寄贈を受けた書籍が並ぶ。閲覧することが出来る。また、中央図書館には郷土資料室が存在する。
- 2011年のアニメ「たまゆら〜hitotose〜」の劇中（1期1話、2期7話）で中央図書館および読書公園が登場するシーンがある。[独自研究?]